# Igreja de Santa Maria de Marvila

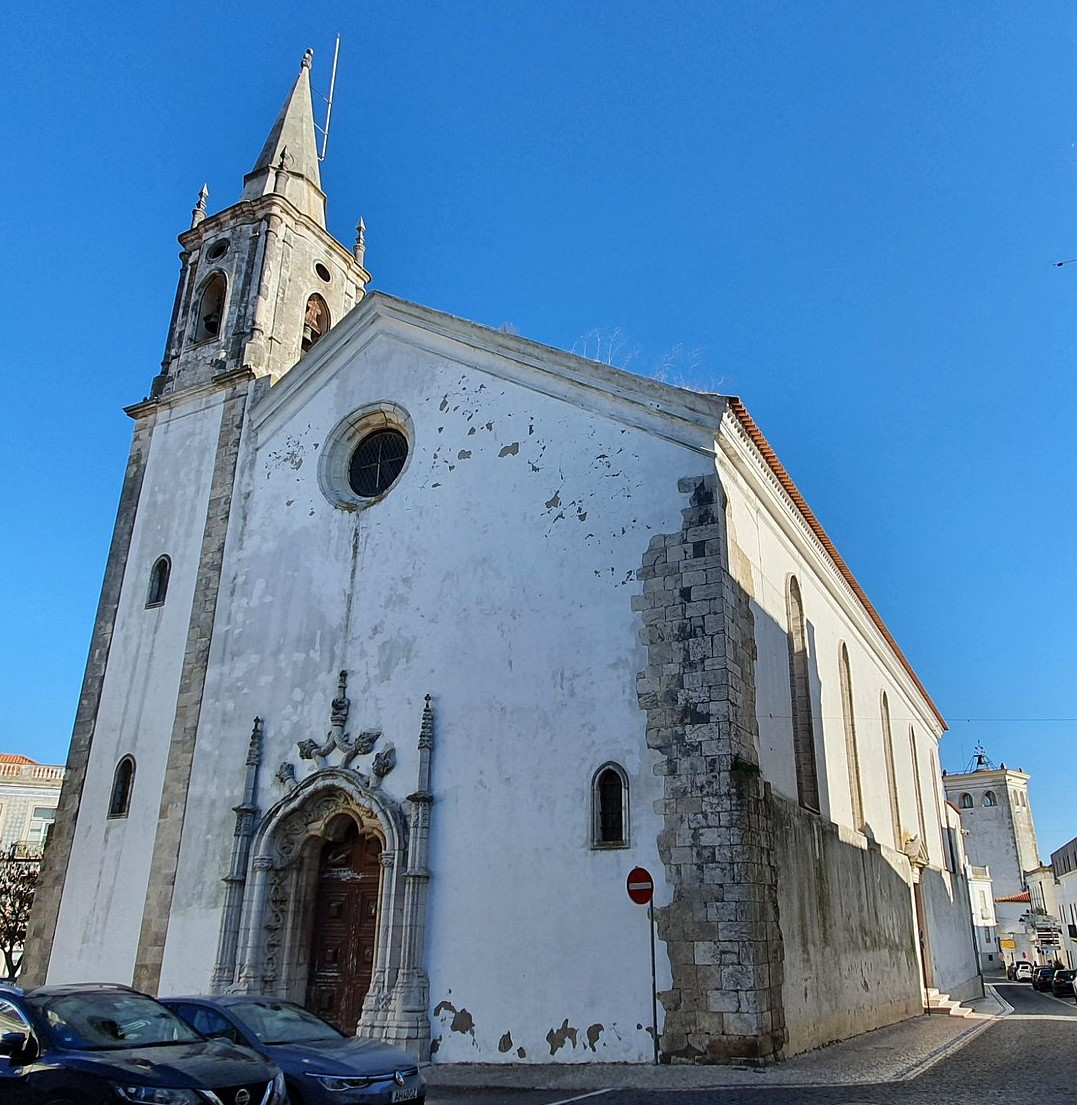
Igreja de Santa Maria de Marvila

A Igreja de Santa Maria de Marvila localiza-se em pleno centro histórico de Santarém, em Marvila, na União de Freguesias da cidade de Santarém, em Portugal.
Está situada junto ao largo conhecido anteriormente como Praça Nova, onde se localizavam os Paços do Concelho na Idade Média. A igreja, que remonta à reconquista cristã, era uma das mais importantes da antiga vila. O templo actual, representativo do manuelino e do renascimento, é fruto das várias campanhas construtivas que foi sofrendo ao longo do tempo. 
Encontra-se classificada como Monumento Nacional desde 1917.

## História
A igreja resulta, provavelmente, da refundação de uma antiga mesquita da medina islâmica de Santarém, datando dos tempos da reconquista cristã. Após a sua fundação, a igreja foi entregue à Mitra de Lisboa, no tempo do bispo D. Gilberto. Mais tarde, em 1159, a posse do templo foi doada por D. Afonso Henriques à Ordem dos Templários. Aparentemente, o templo teve como designação original a de Santa Maria de Santarém, o que atesta a sua primazia sobre as restantes igrejas da então vila, nomeadamente sobre a Igreja de Santa Maria da Alcáçova. De facto, a paróquia aqui sediada era considerada a mais importante da vila, tendo a igreja sido elevada a colegiada em 1244, por reforma do bispo de Lisboa, D. Aires Vasques, tomando a designação de Colegiada de Santa Maria de Marvila. Este nome provém, ao que tudo indica, de uma imagem (hoje desaparecida) ofertada por São Bernardo no século XII, Nossa Senhora das Maravilhas, denominação que, por deturpação popular, gerou o vocábulo Marvila. Apesar da designação atribuída à igreja, o actual orago é Nossa Senhora da Assunção.
Na sequência da sua cristianização, a igreja foi totalmente reconstruída em meados do século XIII, adquirindo então uma aparência gótica da qual já muito pouco resta na actualidade. No entanto, a intervenção mais marcante haveria de ser levada a cabo na primeira metade do século XVI, quando sob o patrocínio do Vice-Rei da Índia, D. Francisco de Almeida, a igreja foi ampliada e totalmente reformada. Esta campanha construtiva, que estaria concluída em 1530, conferiu a actual configuração manuelina ao templo, datando desta mesma época o portal principal, os arcos interiores, a cabeceira e a torre primitiva. Esta campanha foi seguida por uma outra, talvez na sequência do terramoto de 1531, no reinado de D. João III, de cunho renascentista, da qual resultou a reforma geral do interior. Em 1573, reuniu-se na igreja o Capítulo Geral da Ordem de Cristo, presidido pelo rei D. Sebastião. 
Na primeira metade do século XVII, regista-se uma nova intervenção, de cunho maneirista, a cargo dos mestres Francisco Coelho e Sebastião Domingues, de que é exemplo o Calvário que tapa um dos óculos. Ainda neste período foi levada a cabo a campanha de aplicação dos azulejos das capelas da cabeceira e da capela-mor, entre 1617 e 1620, e das naves laterais, entre 1635 e 1639. Este riquíssimo património azulejar justifica o epíteto de catedral do azulejo pelo qual o templo é conhecido. Ainda desta intervenção datam o retábulo pictórico executado pelo pintor Simão Rodrigues, do qual apenas resta a tela sobre o arco triunfal, a pintura da abóbada da sacristia, em 1690, e a construção do retábulo em talha dourada do altar-mor, em 1700. Este último  perder-se-ia durante as Invasões Francesas. 
Em 1876, a torre sineira manuelina, com planta circular e rematada por um coruchéu piramidal com gárgulas, foi demolida, dando lugar à actual, integrada na fachada. A torre primitiva era rasgada, na sua secção inferior, por dois arcossólios góticos, nos quais se enquadravam os túmulos de Gonçalo Gil Barbosa e de Francisco Barbosa. Em 1902, foi transferido para aqui o órgão da Igreja de Santa Clara, que tinha sido executado em 1817 pelo mestre organeiro António Xavier Machado e Cerveira.
As intervenções que o templo sofreu na metade do século XX, por iniciativa da Direcção-Geral dos Edifícios e Monumentos Nacionais pretenderam recuperar-lhe a feição primitiva, tendo então sido apeados os altares barrocos da nave e das capelas laterais. Ainda em resultado dessas intervenções procedeu-se a reorganização urbanística da área envolvente.

## Características

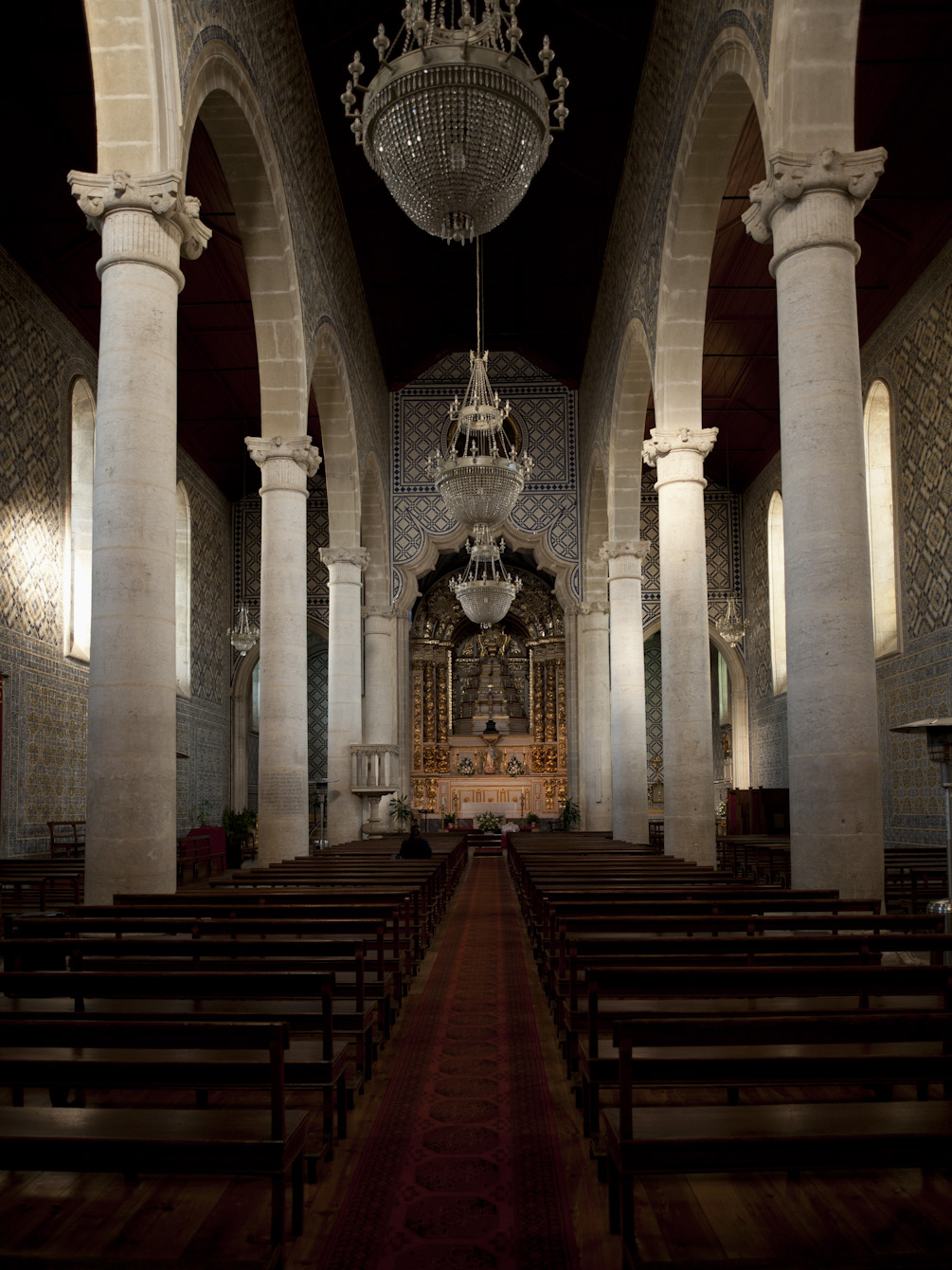
Vista do interior.

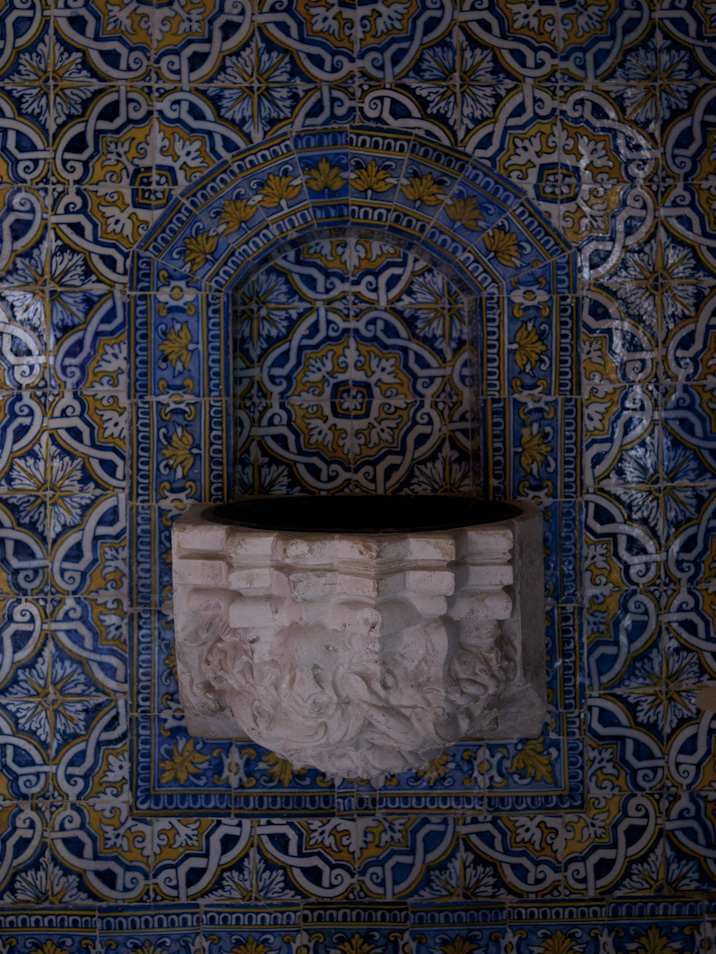
Pia de água benta

Apesar de ser um templo paroquial típico do período de Quinhentos, a igreja apresenta grandes dimensões e vasta espacialidade, características associadas ainda ao gótico mendicante. Não obstante, a estrutura e a decoração quinhentista e o revestimento azulejar seiscentista fazem dela, simultaneamente, o mais importante testemunho do Manuelino escalabitano e o maior núcleo seiscentista existente em Portugal, contendo mais de 65 000 azulejos no seu interior. Desta forma, este templo constitui um pequeno museu da história da arte portuguesa, abarcando características sucessivas dos vários estilos arquitectónicos, desde o gótico até ao barroco, passando pelo manuelino, pelo renascimento e pelo maneirismo. 
O edifício é composto por um corpo das naves retangular, com uma cabeceira tripartida escalonada, igualmente com uma forma rectangular. Na fachada destaca-se o magnífico pórtico manuelino, do primeiro quartel do século XVI, primorosamente lavrado com motivos naturalistas, com arcaria policêntrica trilobada de recorte acortinado, rematando em cogulhos, ladeado por dois pilares seccionados, acogulhados no prolongamento. As portas laterais, datadas da campanha joanina, são encimadas por frontões triangulares. As paredes das capelas laterais e da capela-mor são rasgadas por pequenas janelas em arco quebrado.
O interior é de três naves com arcos manuelinos de volta inteira, apoiados em doze colunas capitelizadas da ordem jónica, sendo estas datadas da campanha de obras joanina. Os perfis dos ábacos apresentam mascarões e rostos relevados. O coro-alto, muito elevado, ocupa parte do primeiro tramo das naves. A iluminação é feita, sobretudo, através de nove frestas de lancete e duplo arregace, distribuídas ao longo do corpo, quatro do lado do evangelho e cinco do lado da epístola. 
A capela-mor, que abre para a nave por arco triunfal polilobado, é coberta por uma abóbada polinervada, com barretes decorados com motivos emblemáticos, nomeadamente esferas armilares, cruzes de Cristo e o escudo régio no fecho. As coberturas das absíolas são do mesmo tipo. As duas capelas laterais, ambas com abobadamento nervurado, abrem para o transepto através de arcos góticos. Para além destes arcos, apenas subsistem da época gótica duas portas, a que abre para o baptistério e a do coro, ambas simplificadas.
Os parietais da nave são totalmente forrados de silhares de azulejos seiscentistas dos tipos padrão, azuis, amarelos e brancos, e enxadrezado, azuis e brancos. Desta série cerâmica policroma, destacam-se os silhares que forram a capela-mor, no extradorso do arco mestre, cujo óculo está tapado por uma tela circular seiscentista representando o Calvário. Na boca da tribuna admira-se uma tela, A Assunção da Virgem, obra de carácter romântico executada em 1829 por Arcanjo Fuschini, pintor da Ajuda. Esta tela foi colocada no lugar do retábulo maneirista da capela-mor, perdido na sequência das Invasões Francesas. Nas empenas das naves laterais sobressaem, embutidos no silhar do tipo padrão, pequenos quadros cerâmicos policromos alusivos à ladainha mariana. 
O púlpito, de mármore, assenta num balaústre estriado, decorado no nó com onze colunas caneladas da ordem coríntia, datando o conjunto dos finais do século XVIII. À entrada do templo, estão colocadas duas pias de água benta manuelinas. A igreja alberga ainda algumas lajes tumulares com inscrições, nomeadamente a lápide tumular da Capela do Santíssimo, com motivos heráldicos, pertencente a Paulo de Pedrosa Meireles, desembargador do Arcebispado de Lisboa e vigário de Marvila e de Santarém, fundador da dita capela, e falecido a 27 de Novembro de 1663.
A sacristia, a que dá acesso uma porta diamantada manuelina, é coberta por um tecto em abóbada de berço de madeira, pintado com largos ornatos, num conjunto datado de 1690. Além de um silhar de azulejos seiscentistas, conserva-se nesta dependência uma pequena imagem de marfim do tipo indo-português, figurando Cristo na cruz.